# (10302) 1989 ML
1989 أم أل (ويعرف أيضًا باسم (10302) 1989 أم أل وفق تسمية الكوكب الصغير) (بالإنجليزية: 1989 ML)‏ هو كويكب ضمن حزام الكويكبات؛ وترتيبه 10302 من حيث الاكتشاف.
اكتُشف هذا الجُرم الفلكي بواسطة اليانور إف. هيلين في 29 يونيو 1989.

## وصلات خارجية
- (10302) 1989 ML في قاعدة بيانات مختبر الدفع النفاث لأجرام النظام الشمسي الصغيرة

- الاكتشاف · مخطط المدار ·  العناصر المدارية · المعلمات المادية

- (10302) 1989 ML على موقع ويكي سكاي: DSS2, SDSS, GALEX, IRAS, Hydrogen α, X-Ray, Astrophoto, Sky Map, Articles and images